# RV Kairei
Le RV Kairei est un navire océanographique de haute mer  de la Japan Agency for Marine-Earth Science and Technology (JAMSTEC) dont le quartier général est à Yokosuka. Il est exploité par le Nippon Marine Enterprises, Ltd.

## Mission
Ce navire hauturier de recherche effectue des relevés de fonds marins situés dans les fosses marines en servant de navire de soutien du ROV Kaikō Mk-IV pour grands fonds qui peut effectuer des mesures jusqu’à une profondeur maximale de 7.000 m.
Il mène aussi des enquêtes sur la structure de sous-fonds profonds aux formes géographiques complexes dans les zones de subduction à l'aide du système de levé de fond océanique remorqué jusqu'à 4000 m, Deep Tow, ainsi que de relevés topographiques et géophysiques, des échantillonnages de sédiments, ...
Le 26 avril 2013 le RV Kairei a réussi à récupérer les capteurs de l'observatoire de forage le plus profond jamais installé à des profondeurs extrêmes de près de 7.000 mètres.
Il utilise désormais le ROV  ABISMO (ABISMO (en) Automatic Bottom Inspection and Sampling Mobile) pouvant mener des enquêtes jusqu'à 11.000 mètres de profondeur.

## Galerie

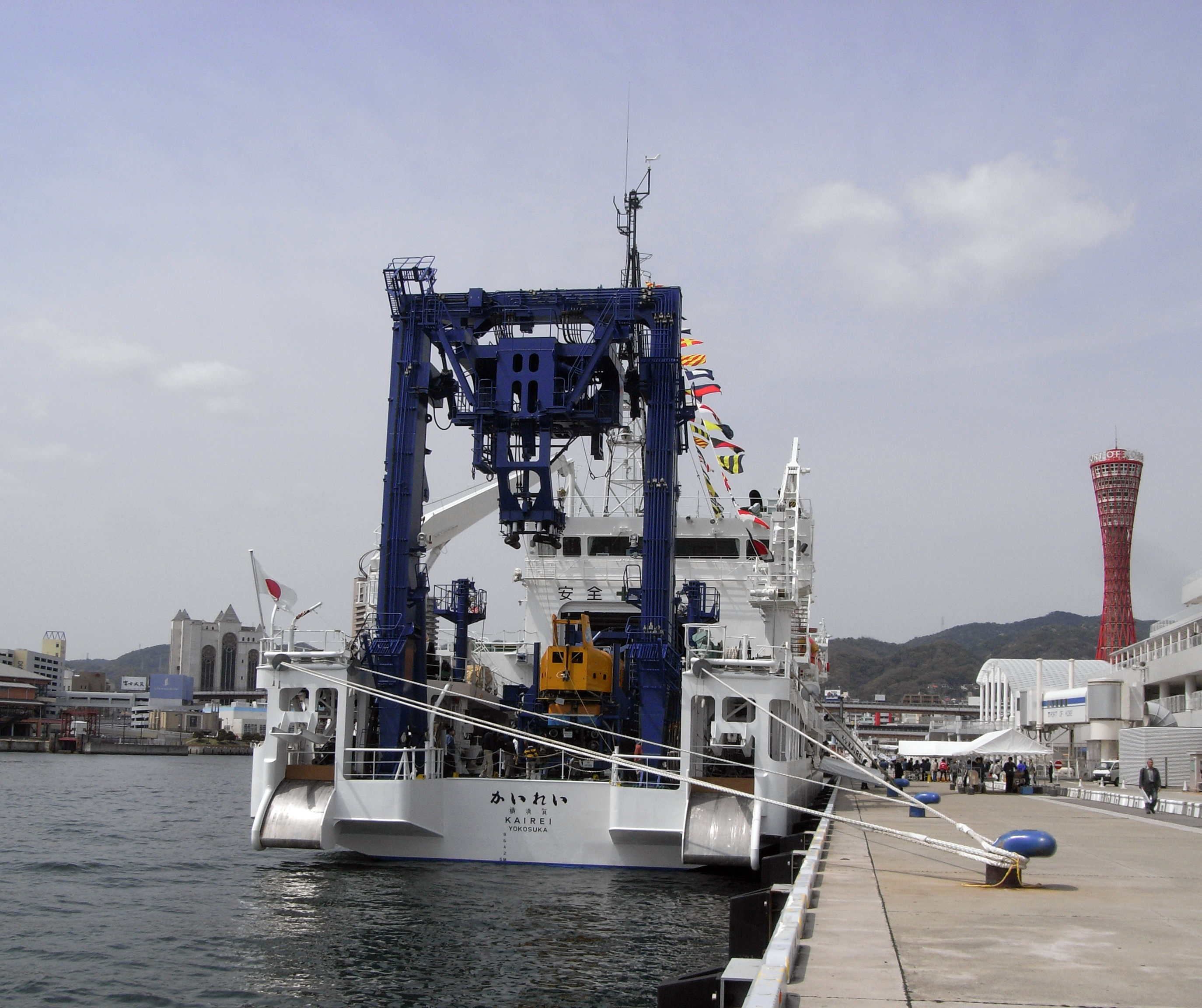
RV Kairei
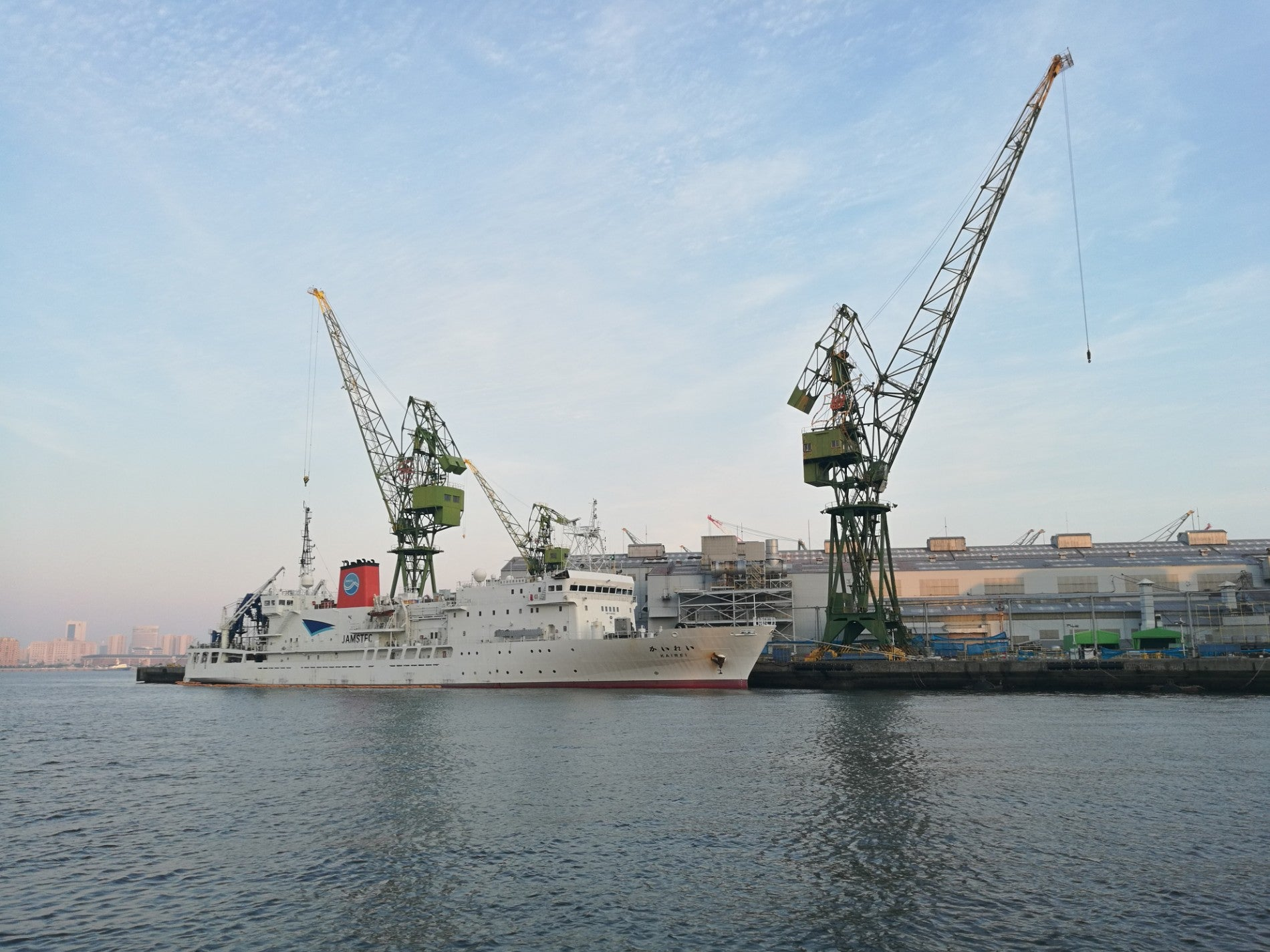
RV Kairei

### Note et référence
1. ↑  NME
2. ↑  [https://www.jamstec.go.jp/e/about/equipment/ships/deeptow.html 
 Deep Ocean Floor Survey System DEEP TOW]
3. ↑  RV Kairei Retrieves Deepest Borehole Observatory Sensors

- (ja) Cet article est partiellement ou en totalité issu de l’article de Wikipédia en japonais intitulé « かいれい » (voir la liste des auteurs).